# Batalla de Lutterberg (1762)
La segunda batalla de Lutterberg fue un episodio de la Guerra de los Siete Años que tuvo lugar el 23 de julio de 1762. Los ejércitos franceses y sajones, comandados por François-Xavier de Sajonia, conde de Lausitz, se enfrentaron al ejército de  Brunswick aliados de los anglo-hannoverianos, al mando de Fernando de Brunswick. Este último acababa de obtener una victoria sobre los franceses el 24 de junio en la batalla de Wilhelmsthal. La de Lutterberg le permitió cortar las comunicaciones de los franceses que debían evacuar Hesse y dar Cassel el 1 de noviembre de 1762.